# Castillo del Diezmo
El castillo del Diezmo es una fortificación, hoy casi desaparecida, sita en la ciudad española de Almería. Su construcción data de la época del rey Felipe III, alrededor de los comienzos del siglo XVII.

## Historia
Este castillo fue creado por orden del monarca, que solicitó la construcción de un almacén rodeado de una fortificación de planta cuadrada con garitas y troneras, que serviría como depósito de los diezmos debidos en la época y para el cobro de los arrendamientos a los moriscos. Fue este edificio el que dio el nombre al barrio sobre el que se asienta. Esta localización de eligió por la proximidad a los molinos de viento existentes en las afueras de la ciudad.
A fecha de 12 de octubre de 1844, en la sesión de Cabildo, se declaró que la venta de pólvora y explosivos para uso industrial, especialmente en la minería, que por entonces era monopolio exclusivo de la Hacienda de España, se realizaría en este recinto. El motivo que propició este hecho fue la mayor seguridad que daba que la instalación se encontrara fuera del núcleo urbano, alejado de la población.
El patio fue declarado en 1949 como Bien de Interés Cultural, y desde entonces reconocido como monumento. A pesar de esto, presenta un estado de ruina progresiva de las pocas partes que quedan aún en pie: la muralla perimetral, el portón de acceso y una serie de garitas que conformaban la muralla.

### Situación actual

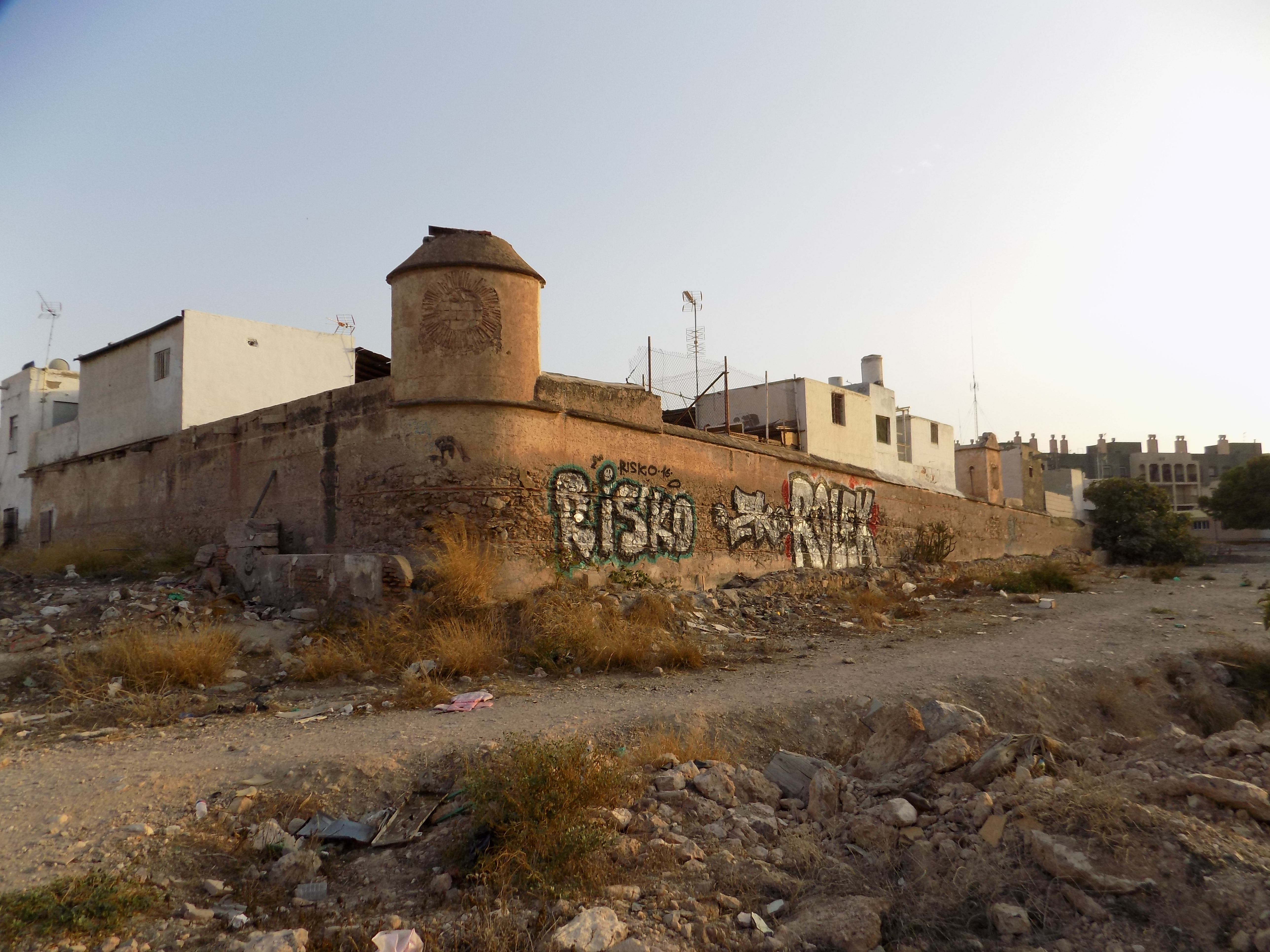

El castillo ha sido protagonista de polémicas. A pesar de ser de titularidad municipal, a lo largo de las últimas décadas ha sufrido la construcción de numerosas casas ilegales y sin ordenación alguna, adosándose las viviendas incluso a las garitas y murallas, siendo estas usadas como parte de las fachadas y las viviendas. A pesar de conservar ocho garitas, la mayoría se encuentran cegadas e incluso se han abierto ventanas en algunas de ellas. Solamente una se encuentra sin cegar ni sufrir modificación alguna. La muralla está muy deteriorada, y en algunos tramos pintada de blanco como la casa adosada en esa parte. El ayuntamiento, a pesar de anunciar la rehabilitación del mismo no ha efectuado acción alguna. También anteriores corporaciones anunciaron el estudio de realizar visitas guiadas al mismo, sin haberse realizado finalmente.